# Scholem
Scholem ist die jiddische Form des hebräischen Vornamens Schalom und ein Familienname.

## Herkunft und Bedeutung
Der Name ist mit dem hebräischen Wort Schalom („Frieden“) verwandt.

## Vorname
- Scholem Jankew Abramowitsch, Pseudonym Mendele Moicher Sforim (1836–1917), Begründer der neujiddischen Literatur
- Scholem Asch, geboren Schalom Asch (1880–1957), jiddischer Erzähler

## Pseudonym
- Scholem Alejchem (1859–1916), wichtiger jiddischer Schriftsteller

## Familienname
- Emmy Scholem (1896–1970), deutsche Politikerin
- Renate Scholem (1923–2025), deutsch-britische Schauspielerin unter dem Namen Renee Goddard
- Gershom Scholem (1897–1982), deutsch-israelischer Religionshistoriker
- Werner Scholem (1895–1940), deutscher Politiker